# Caulokaempferia yunnanensis
Caulokaempferia yunnanensis är en enhjärtbladig växtart som först beskrevs av François Gagnepain, och fick sitt nu gällande namn av Rosemary Margaret Smith. Caulokaempferia yunnanensis ingår i släktet Caulokaempferia och familjen Zingiberaceae. Inga underarter finns listade i Catalogue of Life.